# 維多利亞鎮區 (愛荷華州卡斯縣)
維多利亞鎮區（英語：Victoria Township）是位於美國愛荷華州卡斯縣的一個行政鎮區。

## 地方資料
根據2010年美國人口普查的數據，維多利亞鎮區的面積為91.61平方千米，當中陸地面積為91.55平方千米，而水域面積為0.06平方千米。當地共有人口173人，而人口密度為每平方千米1.89人。